# 티베트고원

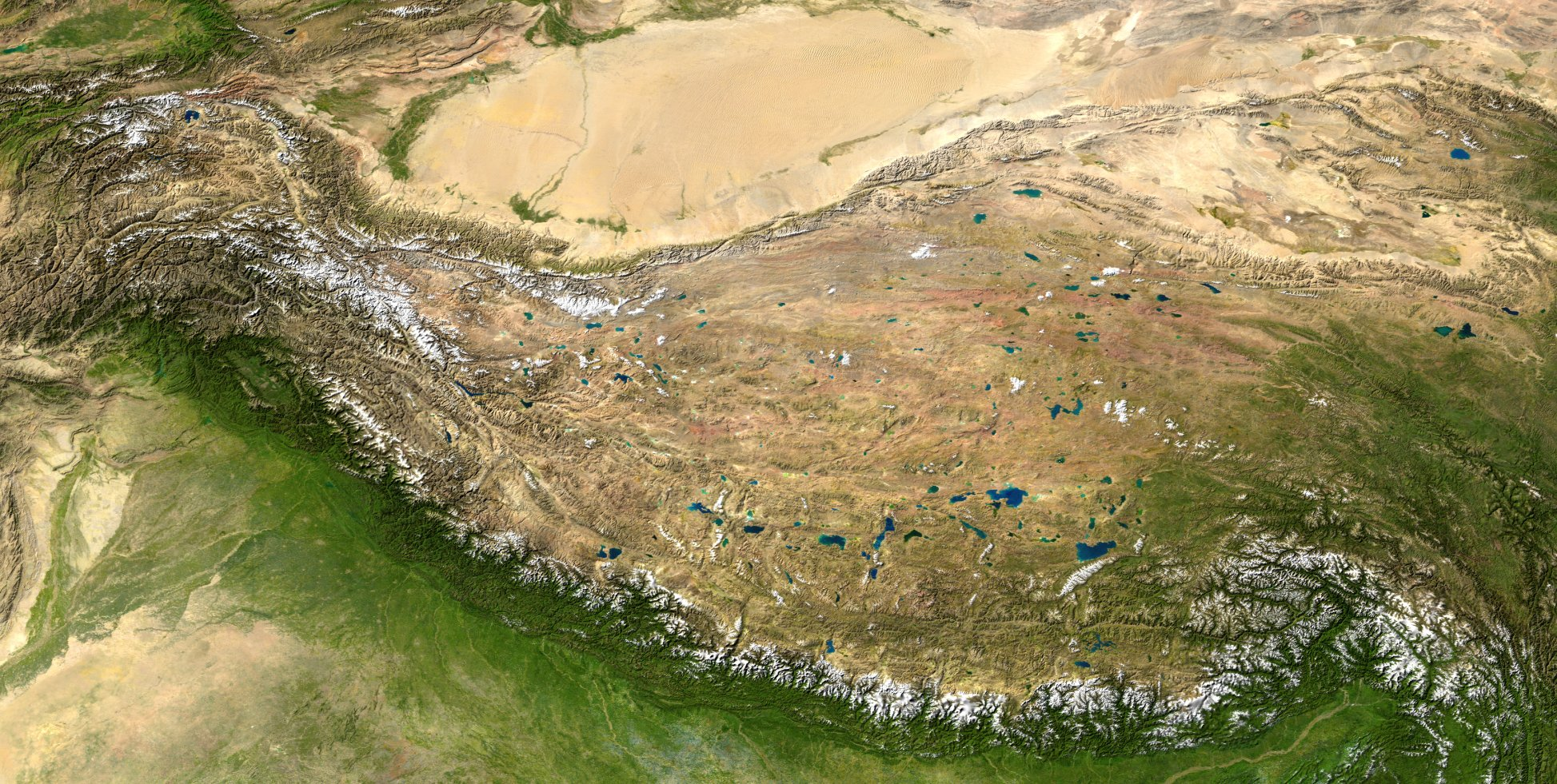
티베트고원

티베트고원 또는 청장고원(티베트어: བོད་ས་མཐོ།, 중국어: 青藏高原, 병음: Qīngzàng Gāoyuán 칭짱 가오위안[*], 영어: Tibetan Plateau 또는 Qing-Zang Plateau)은 동아시아의 고원으로, 중화인민공화국의 티베트 자치구와 칭하이성, 인도 카슈미르의 라다크 지역에 걸쳐 있다.
남북으로 1,000 km, 동서로 2,500 km 가량되며 평균 고도는 4,500 m이다. 세계의 지붕이라고도 불리며 넓이는 250만 km2로 세계에서 가장 높고 가장 큰 고원이다.
티베트고원은 남쪽은 히말라야산맥, 서쪽은 카라코람산맥, 북쪽은 쿤룬산맥과 치롄산맥, 동쪽은 헝돤산맥 등 높은 산맥으로 둘러싸여 있다.
인도판과 유라시아판의 충돌로 대략 5,500만 년 전에 형성되었다. 현재도 진행 중이다.

## 설명
티베트고원은 동아시아에 위치한 넓고 높은 고원이다. 티베트 자치구와 중화인민공화국 칭하이성, 그리고 인도 카슈미르에 걸쳐 있는 티베트고원은 남북 1000 km, 동서 2500 km에 뻗어 있으며, 그 평균 높이는 4500 m가 넘는다. '세계의 지붕'으로 불릴 만큼 세계에서 가장 높고 크며 면적은 약 250만 km2나 된다. 이 고원은 인도판와 유라시아판이 신생대에 충돌하며 생성되었으며 그 과정은 지금도 진행되고 있다.
이 고원은 산맥과 소금 호수가 분포한 고원의 건조, 스텝 지대를 형성하고 있다. 한 해 평균 강수량은 100 mm에서 300 mm로, 강수량의 대부분은 우박을 이룬다. 유목민들은 고원의 남부 및 동부 경계의 한 해 6개월가량 서리가 내리는 목초지에서 유목 생활을 유지하고 있다. 고원의 북부과 북서부에 위치한 외딴 커커시리 지역에 이르기까지 북서부로 갈수록, 고원의 고도가 높아지며, 기온이 떨어지며, 토질이 척박해짐을 알 수 있다. 이 지역 평균 고도는 5,000 m(16,500 ft)가 넘으며, 대기 속 산소량은 해수면 산소량의 60%에 맞먹으며, 한 해 평균 영하 4'C의 기온을 나타내며, 최저 기온은 영하 40'C까지 떨어진다.
커커시리는 이러한 극한의 환경으로 인하여, 전 아시아에서 가장 인구 밀도가 희박하며 전 세계적으로 남극과 북쪽의 그린란드 다음인 세 번째로 인구 밀도가 희박한 지역으로 잘 알려져 있다. 티베트고원의 북서부 지역은 타림 분지와 경계를 이루는 쿤룬산맥에, 북동쪽은 고비 사막과 경계를 이루는 치롄산맥과 맞닿아, 고원의 남부 지역은 히말라야 기슭을 통해 뻗어있는 브라마푸트라강 계곡과 인도의 광활한 갠지스 평야로 둘러싸여 있다. 한편, 고원의 동부과 남동부 지역은 땅륀강, 메콩강을 비롯한 쓰촨 분지 서쪽의 창장 삼림 계곡과 산 상류의 산등성이를 마주하며, 서쪽은 카슈미르 북쪽에 위치한 융단과 같은 카라코람 고개의 능선으로 둘러싸여 있다.

## 지질학
티베트고원은 신생대 초기(약 5500만 년 전)에 인도판과 유라시아판의 충돌로 형성되기 시작하였다. 티베트고원이 형성되면서 상당한 기후 패턴의 변화가 있었으며, 아시아 열대 몬순에 영향을 주었다고 생각된다. 6월에서 10월에 걸친 인도 몬순 시기에 남쪽으로부터 불어오는 습한 열대 공기는 히말라야산맥에 막혀 비그늘을 만드는데, 이 때문에 인도 북부는 매우 습하게 되는 반면, 티베트고원 지역은 매우 건조하게 된다. 바람은 고원을 지나며 남아있던 습기를 모두 잃어버리며, 더욱 건조하게 되어 북쪽으로 이동하며 타클라마칸 사막이나 고비 사막을 만들게 된다.
세계적으로도 긴 강들이 티베트고원에서 발원하는데, 장강, 황하, 인더스강, 사틀루즈강, 브라마푸트라강, 메콩강, 이라와디강, 땅륀강 등이 포함된다. 이들 강들은 전 세계에서 유실되는 토양의 1/4을 침식하여 수송하고 있다.
지구 온난화의 영향으로 빙하가 녹아 칭짱철도도 우려되다.
티베트고원은 몇 번 빙하의 지세와 침전물에 의한 빙하의 전진을 경험했다.

## 문화
인류 문화에서 이룩한 가장 큰 진보 중 하나는 유목적 목축의 발달이다. 유목민의 적응은 생존을 위한 것으로, 그 지역에 적합하지 않은 곡식 대신에 목초지에서 가축류를 기르면서 이루어졌다. 유목민들은 지금도 티베트고원과 히말라야산맥 등지에서 살아가고 있다. 그들의 삶은 역사적으로 아시아와 아프리카로 확산되었던 유목이 여전히 남아있는 경우에 해당한다.

## 지도
| 가잔 열도갠지스강고다바리강고비 사막나일강류큐 열도남중국해노르웨이해뉴기니섬네푸드 사막다싱안링산맥다뉴브강동시베리아해동중국해동해둥베이 · 평원랍테프해룹알할리 사막레나강마다가스카르섬마리아나 제도마르마라해말레이반도메콩강몰디브 제도몽골고원바렌츠해바이칼호바탄 제도발리섬발트해발하시호백해베링해벵골만보르네오섬북극해북해볼가강북드비나강브라마푸트라강사할린섬샤오싱안링산맥세이셸 군도소코트라섬수마트라섬술라웨시섬스리랑카섬스칸디나비아반도스타노보이산맥스프래틀리 군도시나이반도새머리싱가포르섬아나톨리아아덴만아라비아반도아라비아해아라푸라해아랄해아무르강아조프해아프리카의 뿔안다만 제도알타이산맥알류샨 열도에게해예니세이강오가사와라 제도오만만오비강오스트레일리아오호츠크해우랄강우랄산맥유프라테스강이란고원인더스강인도 아대륙인디기르카강인도양 (북부)인도차이나반도일본 열도자와섬주강장강치롄산맥카라해카라코람카스피해캄차카반도캅카스산맥캐롤라인 · 제도콜리마강쿠릴 열도쿤룬산맥크리스마스섬타이만대만타클라마칸 사막북태평양톈산산맥통킹만티그리스강티모르섬티베트고원파라셀 제도파미르페르시아만페초라강프라타스섬필리핀 제도필리핀해하이난한반도항가이산맥호르무즈홋카이도홍해화베이 · 평원황하황해흑해히말라야산맥힌두스탄 · 평원힌두쿠시class=notpageimage\| 아시아의 주요 지리 |

## 같이 보기
- 중화인민공화국의 티베트 합병
- 중앙 티베트 행정부
- 티베트 (1912년~1951년)